# Zsitva Réka
Zsitva Réka (Pécs, 1994. szeptember 14. –) magyar színésznő, táncművész.

## Életpályája
11 évig táncolt a Madách Musical Tánciskolában. 2014-ben felvételt nyert a Madách Színház tánckarába, ahol előbb kisebb, majd később már főszerepeket kapott jelentős musicalekben. Állandó szereplője a PS Produkció előadásainak is.
2021-ben szerepelt a Sztárban sztár leszekǃ című műsorban.

## Fontosabb színházi szerepei

### Madách Színház
- Bolba-Szente-Galambos: Csoportterápia – Jetti
- Andrew Lloyd Webberː Az operaház fantomja – Meg Giry
- T. S. Eliot – A. L. Webberː Macskák – Mindlevery / Victoria / Bombalurina
- Vizy-Tóthː Én, József Attila – Nővér
- Disney-Cameron Mackintoshː Mary Poppins – Katie dada, baba
- Tanulmány a nőkről – Egri Zsuzsa
- Andersson-Ulvaeus-Anderson-Johnson-Craymerː Mamma Miaǃ – Sophie Sheridan / Lisa
- Tolsztoj-Kocsák-Miklósː Anna Karenina – Szakácsnő
- Norman-Stoppard-Hallː Szerelmes Skakespeare
- Toby Marlow-Lucy Moss: SIX – Boleyn Anna
- David Yazbek – Robert Horn: Aranyoskám – Sandy
- Rice-Webber: Jézus Krisztus Szupersztár – Démonok

### PS Produkció
- QUEEN – Ben Elton: We Will Rock You musical – Cindy Lauper
- Steinman-Kunzeː Vámpírok bálja
- Várkonyi Mátyás – Miklós Tiborː Sztárcsinálók – Poppea

### József Attila Színház
- Karey Kirkpatrick – John O'Farrellː Valami bűzlik – Helena

### Csokonai Nemzeti Színház
- Bonnie & Clyde – Bonnie Parker
- Óz, a Csodák Csodája – Dorothy

### Belvárosi Színház
- RENT – Maureen Johnson

## Filmes és televíziós szerepei
- Drága örökösök (2020) …Örömlány
- Oltári történetek (2022) ...Hajós Viola